# Marko Vujin
Marko Vujin (serbio cirílico: Марко Вујин; 7 de diciembre de 1984, Bačka Palanka, Serbia) es un jugador de balonmano serbio que juega de lateral derecho. 
Es uno de los máximos goleadores de la historia de la selección de balonmano de Serbia, con la que ha anotado 273 goles en 64 partidos.

## Carrera
Comenzó a jugador en el equipo de su ciudad natal, el RK Sintelon, junto a Žarko Šešum y Danijel Šarić entre otros. En julio de 2003 fichó por el Dunaferr SE, donde estuvo tres años. En estos tres años su equipo finalizó todas las veces tercero en liga por detrás de las potencias húngaras, el SC Pick Szeged y el Veszprém KC. En el 2006, el Veszprém, le ficharía consiguiendo la Recopa de Europa como título más destacado en el 2008, aparte de lograr varias ligas y copas. En otoño de 2010, se pondría líder de la clasificación de los máximos goleadores de la Liga de Campeones de la EHF, aunque finalmente quedaría segundo por detrás de Uwe Gensheimer, con 98 goles, 20 goles menos que Gensheimer.

## Equipos
- RK Sintelon (-2003)
- Dunaferr SE (2003-2006)
- Veszprém KC (2006-2012)
- THW Kiel (2012-2019)
- Sporting de Portugal (2019-2020)
- RK Vardar (2020-2021)
- SC Pick Szeged (2021)

## Palmarés

### Veszprém KC
- Recopa de Europa (2008)
- Liga de Hungría (2008, 2009, 2010, 2011 y 2012)
- Copa de Hungría (2007, 2009, 2010, 2011 y 2012)

### Kiel
- Liga de Alemania de balonmano (3): 2013, 2014, 2015
- Copa de Alemania de balonmano (3): 2013, 2017, 2019
- Supercopa de Alemania de balonmano (2): 2014, 2015
- Copa EHF (1): 2019

### Vardar
- Liga de Macedonia del Norte de balonmano (1): 2021
- Copa de Macedonia del Norte de balonmano (1): 2021

### Selección nacional

#### Campeonato de Europa
- Medalla de Plata en el Campeonato Europeo de Balonmano Masculino de 2012.

#### Campeonato del Mundo Junior
- Medalla de Plata en el Campeonato Mundial de Balonmano Masculino Junior de 2005.

### Consideraciones personales
- Máximo goleador de la Liga de Hungría (2006 y 2012)
- Segundo máximo goleador de la Liga de Campeones (2011)